# Thomandersia
Thomandersia, maleni biljni rod smješten u vlastitu porodicu Thomandersiaceae. dio reda medićolike. Postoji šest priznatih vrsta grmova i drveća koje rastu u zapadnoj tropskoj Africi
Rod i porodica ime su dobili po škotskom botaničaru Thomasu Andersonu (1832. – 1870.)
Vrste roda tradicionalno su uključivane u porodicu Acanthaceae na temelju morfologije nekoliko autora, uključujući APG I 1998, APG II suatava 2003.  Filogenetska analiza 2005 i 2007 svih dostupnih dokaza temeljena na analizama genetskog materijala stavila je Thomandersiju u Lamiales, ali van porodice Acanthaceae, kojoj je tradicionalno klasificirana. Štoviše pokazalo se da je Thomandersia morfološki različita skupina, izvan svih porodica koje se trenutno vode pod red Lamiales. Predlaženo je uskrsnuće porodice Thomandersiaceae, koja je opisana još 1977. godine na temelju anatomije lista i morfologije antera. 

## Vrste
1. Thomandersia anachoreta Heine
2. Thomandersia butayei De Wild.
3. Thomandersia congolana De Wild. & T.Durand
4. Thomandersia hensii De Wild. & T.Durand
5. Thomandersia laurentii De Wild.
6. Thomandersia laurifolia (T.Anderson ex Benth.) Baill.

## Vanjske poveznice
- Botanical Journal, Floral anatomy of Thomandersia (Lamiales), ...